# Ден Ссерункума
Деніел Ссерункума ака Музеньї (англ. Daniel Sserunkuma aka Muzenyi; нар. 4 грудня 1989, Кампала, Уганда) — угандійський футболіст, півзахисник та нападник клубу «Вайперс» та національної збірної Уганди.

## Ранні роки
Ден народився та виріс у районі Лубага, в окрузі Кампала. Навчався в Школі ім. Святої Марії в Кітенде, яку також закінчили такі угандійські футболісти як Девід Обуа, Ерік Обуа, Еммануель Окві та Ібрагім Джума. У 19-річному віці приєднався до Друзів футбольної академії Уганди. Ссерункума заявив, що зайнятися футболом його надихнула нині покійна легенда угандійського футболу Маджид Музізі. 

## Клубна кар'єра

### «Експрес»
Професіональну футбольну кар'єру 2008 року в угандійському клубі «Експрес».

### «Вікторс»
Наступного року перейшов до суперника «Експреса», клубу «Вікторс», де виступав протягом двох років.

### «Найробі Сіті Старз»
У 2011 році переїхав до Кенії, де уклав договір з «Найробі Сіті Старз», який виступав у Прем'єр-лізі.

### «Гор Магія»
У 2012 році, після півторарічних виступів за «Найробі Сіті Старз», перейшов до «Гор Магія».
У 2013 році Ссерункума був одним з провідних гравців «Гор Магія», які привели клуб до перемоги в кенійській Прем'єр-лізі, вперше за попередні 18 років. Сезон 2012 року угандієць завершив з 17-а забитими м'ячами тп декількома гольовими передачами, завдяки чому був визнаний найкращим футболістом Прем'єр-ліги Кенії 2012 року. При цьому визнання у кенійському футболі Ден отримав завдяки тому, що в останніх 10-и матчах сезону 2013 року відзначився майже у кожному поєдинку. Завдяки героїчним зусиллям Ссерункуми «Гор Магя» завоював чемпіонський титул.
У листопаді 2013 року офіційно подав запит про трансфер, висловивши бажання перейти до представника вірменської Прем'єр-ліги ФК «Бананц». Проте залишити клуб Ден не зміг.
У 2014 році з 16-а голами став найкращим бомбардиром кенійської Прем'єр-ліги.

### «Сімба»
У грудні 2014 року вільним агентом приєднався до гранду танзанійського футболу, СК «Сімба». Проте вже через 5 місяців після виступів у Прем'єр-лізі Танзанії домовився з клубом про дострокове розірвання контракту.

### «Уліссес»
30 липня 2015 року підписав 2-річний контракт з клубом вірменської Прем'єр-ліги ФК «Уліссес».

### «Експрес»
У вересні 2017 року приєжнався до «Експресу». Дебютним голом за нову команду відзначився 27 вересня 2017 року в поєдинку проти «Марунс».

## Кар'єра в збірній
У лютому 2013 року отримав дебютний виклик до національної збірної Уганди. У своєму дебютному поєди за національну команду, проти Руанди, відзначився двома голами (один — з пенальті, один — з гри). Виступав на Кубку КЕСАФА 2013. На цьому турнірі відзначився двомма голами, у воротах Руанди й Танзанії. Угандійці на тому турнірі вибули в 1/4 фіналу.

### Голи за збірну
Рахунок та результат збірної Уганди подано на першому місці.
| #  | Дата              | Місце                                  | Суперник | Рахунок | Результат      | Змагання          |
| -- | ----------------- | -------------------------------------- | -------- | ------- | -------------- | ----------------- |
| 1. | 6 лютого 2013     | Амагоро стедіум, Кігалі                | Руанда   | 1–0     | 2–2            | Товариський матч  |
| 2. | 19 листопада 2013 | Національний стадіон Н'яйо, Найробі    | Руанда   | 1–0     | 1–0            | Кубок КЕСАФА 2013 |
| 3. | 7 грудня 2013     | Муніципальний стадіон Момбаси, Момбаса | Танзанія | 2–2     | 2–2 Шаблон:Пен | Кубок КЕСАФА 2013 |
| 4. | 4 червня 2019     | Принцес Магого стедіум, Квамашу        | ПАР      | 1–0     | 1–1 Шаблон:Pen | Кубок КОСАФА 2019 |

## Стиль гри
За антропометричними даними та стилем гри Дена порівнювали з легендарним італійським футболістом Джанфранко Дзола. Вирізнявся високою швидкістю, технічними навичками, нестандартними діями на футбольному полі, потужними ударами та хорошим рухом на футбольному полі.
Головний тренер національної збірної Уганди Милутин Средоєвич високо оцінив Ссерункуму, вважаючи його одним з найкращих нападників у регіоні.

## Досягнення
«Вікторс»
- Кубок Уганди
  -  Володар (1): 2010

«Гор Магія»
- Прем'єр-ліга Кенії
  -  Чемпіон (2): 2013, 2014

- Кубок президента ФКФ
  -  Володар (1): 2012

- Суперкубок Кенії
  -  Володар (1): 2013 (передсезонний)

- Кубок ПЛК Топ-8
  -  Володар (1): 2012

«Сімба»
- Прем'єр-ліга Танзанії
  -  Чемпіон (1): 2014

«Бандарі»
- Суперкубок Кенії
  -  Володар (1): 2016

### Індивідуальні
- Найкращий новачок Прем'єр-ліги Кенії (2011)[13]
- Найкращий гравець Прем'єр-ліги Кенії (2012)[14]
- Найкращий гравець року УСПА (2013)[15].
- Найкращий бомбардир Прем'єр-ліги Кенії (2014)[16]